# Список бояр московских великих князей и царей

В список включены лица, получившие боярский чин на службе у московских великих князей и русских царей. Эти лица составляли высший слой аристократии и занимали важнейшие военные и административные должности государства.

## Бояре с 1462 года
| Год пожалования | Имя                                               | Год смерти | Примечания                       |
| --------------- | ------------------------------------------------- | ---------- | -------------------------------- |
| 1553            | Адашев, Фёдор Григорьевич                         | 1556       |                                  |
| 1710            | Апраксин, Пётр Матвеевич                          | 1728       | граф                             |
| 1476            | Бороздин, Иван Борисович                          | 1502       |                                  |
| 1476            | Бороздин, Василий Борисович                       | 1503       |                                  |
| 1476            | Бороздин, Григорий Никитич                        | 1480       |                                  |
| 1478            | Бороздин, Иван Никитич                            | 1506       |                                  |
| 1480            | Бороздин, Фёдор Григорьевич                       | 1494       |                                  |
| 1493            | Бороздин, Пётр Борисович                          | 1504       |                                  |
| 1576            | Борисов-Бороздин, Григорий Никитич                |            |                                  |
| 1671            | Барятинский, Юрий Никитич                         | 1685       | князь                            |
| 1688            | Барятинский, Иван Петрович                        | 1701       | князь                            |
| 1688            | Барятинский, Даниил Афанасьевич                   | 1696       | князь                            |
| 1664            | Брюховецкий, Иван Мартынович                      | 1668       |                                  |
| 1513            | Бутурлин, Фёдор Никитич                           | 1520       |                                  |
| 1513            | Бутурлин, Иван Никитич                            | 1538       |                                  |
| 1567            | Бутурлин, Иван Андреевич                          | 1575       |                                  |
| 1652            | Бутурлин, Василий Васильевич                      | 1656       |                                  |
| 1678            | Бутурлин, Иван Васильевич                         | 1697       |                                  |
| 1681            | Бутурлин, Борис Васильевич                        | 1696       |                                  |
| 1711            | Бутурлин, Пётр Иванович                           | 1723/1724  |                                  |
| 1514            | Белёвский, Иван Васильевич                        | 1523       | князь                            |
| 1521            | Бельский, Дмитрий Фёдорович                       | 1551       | князь                            |
| 1522            | Бельский, Иван Фёдорович                          | 1542       | князь                            |
| 1559            | Бельский, Иван Дмитриевич                         | 1571       | князь                            |
| 1605            | Бельский, Богдан Яковлевич                        | 1611       |                                  |
| 1649            | Волконский, Пётр Фёдорович                        | 1649       | князь                            |
| 1651            | Волконский, Фёдор Фёдорович Мерин                 | 1665       | князь                            |
| 1559            | Вороной-Волынский, Михаил Иванович                | 1571       |                                  |
| 1676            | Волынский, Василий Семёнович                      | 1682       |                                  |
| 1683            | Волынский, Иван Фёдорович                         | 1698       |                                  |
| 1504            | Воронцов, Семён Иванович                          | 1518       |                                  |
| 1514            | Воронцов, Михаил Семёнович                        | 1539       |                                  |
| 1531            | Воронцов, Юрий Михайлович                         | 1558       |                                  |
| 1543            | Воронцов, Иван Семёнович                          | 1561       |                                  |
| 1544            | Воронцов, Фёдор Семёнович                         | 1546       |                                  |
| 1544            | Воронцов, Василий Михайлович                      | 1546       |                                  |
| 1554            | Воронцов, Иван Михайлович                         | 1587       |                                  |
| 1550            | Воротынский, Владимир Иванович                    | 1553       | князь                            |
| 1560            | Воротынский, Михаил Иванович                      | 1573       | князь                            |
| 1560            | Воротынский, Александр Иванович                   | 1564       | князь                            |
| 1592            | Воротынский, Иван Михайлович                      | 1627       | князь                            |
| 1664            | Воротынский, Иван Алексеевич                      | 1679       | князь                            |
| 1524            | Глинский, Михаил Львович                          | 1534       | князь                            |
| 1540            | Глинский, Юрий Васильевич                         | 1547       | князь                            |
| 1541            | Глинский, Михаил Васильевич                       | 1559       | князь                            |
| 1562            | Глинский, Василий Михайлович                      | 1565       | князь                            |
| 1586            | Глинский, Иван Михайлович                         | 1602       | князь                            |
| 1577            | Годунов, Дмитрий Иванович                         | 1605       |                                  |
| 1581            | Годунов, Борис Фёдорович                          | 1605       | царь с 1598                      |
| 1584            | Годунов, Степан Васильевич                        | 1603       |                                  |
| 1584            | Годунов, Григорий Васильевич                      | 1598       |                                  |
| 1584            | Годунов, Иван Васильевич                          | 1602       |                                  |
| 1602            | Годунов, Семён Никитич                            | 1605       |                                  |
| 1604            | Годунов, Матвей Михайлович                        | 1639       |                                  |
| 1510            | Булгаков-Голица, Михаил Иванович                  | 1558       | князь                            |
| 1540            | Булгаков-Голицын, Юрий Михайлович                 | 1561       | князь                            |
| 1574            | Голицын, Иван Юрьевич                             | 1584       | князь                            |
| 1577            | Голицын, Василий Юрьевич                          | 1585       | князь                            |
| 1592            | Голицын, Иван Иванович Шпак                       | 1607       | князь                            |
| 1592            | Голицын, Андрей Иванович Скуриха                  | 1607       | князь                            |
| 1602            | Голицын, Василий Васильевич                       | 1619       | князь                            |
| 1603            | Голицын, Андрей Васильевич                        | 1611       | князь                            |
| 1605            | Голицын, Иван Васильевич                          | 1627       | князь                            |
| 1634            | Голицын, Иван Андреевич                           | 1655       | князь                            |
| 1638            | Голицын, Андрей Андреевич                         | 1638       | князь                            |
| 1658            | Голицын, Алексей Андреевич                        | 1694       | князь                            |
| 1676            | Голицын, Михаил Андреевич                         | 1687       | князь                            |
| 1677            | Голицын, Василий Васильевич                       | 1714       | князь                            |
| 1682            | Голицын, Иван Андреевич                           | 1685       | князь                            |
| 1682            | Голицын, Андрей Иванович                          | 1703       | князь                            |
| 1687            | Голицын, Алексей Васильевич                       | 1740       | князь                            |
| 1689            | Голицын, Борис Алексеевич                         | 1714       | князь                            |
|                 | Головин, Пётр Иванович                            |            |                                  |
| 1609            | Головин, Василий Петрович                         | 1612       |                                  |
| 1616            | Головин, Пётр Петрович                            | 1627       |                                  |
| 1622            | Головин, Семён Васильевич                         | 1634       |                                  |
| 1682            | Головин, Михаил Петрович                          | 1689       |                                  |
| 1685            | Головин, Алексей Петрович                         | 1690       |                                  |
| 1690            | Головин, Фёдор Алексеевич                         | 1706       | граф, генерал-фельдмаршал        |
| 1692            | Головкин, Иван Семёнович                          | 1695       |                                  |
| 1680            | Грушецкий, Семён Фёдорович                        |            |                                  |
| 1472            | Давыдов-Хромой, Фёдор Давыдович                   | 1483       |                                  |
| 1512            | Давыдов-Хромой, Григорий Фёдорович                | 1521       |                                  |
| 1550            | Фёдоров-Челяднин, Иван Петрович                   | 1568       |                                  |
| 1605            | Долгоруков, Фёдор Тимофеевич                      | 1612       | князь                            |
| 1607            | Долгоруков, Владимир Тимофеевич                   | 1633       | князь                            |
| 1649            | Долгоруков, Юрий Алексеевич                       | 1682       | князь                            |
| 1671            | Долгоруков, Михаил Юрьевич                        | 1682       | князь                            |
| 1671            | Долгоруков, Дмитрий Алексеевич                    | 1673       | князь                            |
| 1676            | Долгоруков, Владимир Дмитриевич                   | 1701       | князь                            |
| 1695            | Долгоруков, Яков Фёдорович                        | 1720       | князь                            |
| 1495            | Дорогобужский, Осип Андреевич                     | 1530       | князь                            |
| 1462            | Заболоцкий, Григорий Васильевич                   | 1473       |                                  |
| 1552            | Заболоцкий, Семён Константинович                  | 1559       |                                  |
| 1680            | Заборовский, Семён Иванович                       | 1681       |                                  |
| 1480            | Кошкин-Захарьин, Яков Захарьевич                  | 1511       |                                  |
| 1527            | Захарьин-Яковлев, Пётр Яковлевич Злоба            | 1533       |                                  |
| 1547            | Яковлев, Григорий Петрович                        | 1551       |                                  |
| 1551            | Яковлев, Захарий Петрович                         | 1555       |                                  |
| 1558            | Яковлев, Иван Петрович Хирон                      | 1571       |                                  |
| 1559            | Яковлев, Семён Васильевич                         | 1569       |                                  |
| 1568            | Яковлев, Василий Петрович                         | 1571       |                                  |
| 1493            | Кошкин-Захарьин, Юрий Захарьевич                  | 1504       |                                  |
| 1528            | Захарьин-Юрьев, Михаил Юрьевич                    | 1538       |                                  |
| 1547            | Захарьин-Юрьев, Григорий Юрьевич                  | 1567       | с 1556 в монахах                 |
| 1547            | Захарьин-Юрьев, Иван Михайлович                   | 1546       |                                  |
| 1549            | Захарьин-Юрьев, Василий Михайлович                | 1567       |                                  |
| 1549            | Захарьин-Юрьев, Данила Романович                  | 1564       |                                  |
| 1563            | Захарьин-Юрьев, Никита Романович                  | 1585       |                                  |
| 1586            | Романов, Фёдор Никитич                            | 1634       | патриарх                         |
| 1598            | Романов, Александр Никитич                        | 1602       |                                  |
| 1605            | Романов, Иван Никитич                             | 1640       |                                  |
| 1646            | Романов, Никита Иванович                          | 1654       |                                  |
| 1653            | Зузин, Никита Алексеевич                          |            | разжалован в 1664                |
| 1517            | Карпов, Фёдор Иванович                            | 1545       |                                  |
| 1523            | Карпов, Никита Иванович                           | 1532       |                                  |
| 1649            | Долматов-Карпов, Фёдор Борисович                  | 1660       |                                  |
| 1682            | Козловский, Григорий Афанасьевич                  | 1701       | князь                            |
| 1524            | Лошаков-Колычёв, Иван Васильевич Жук              |            |                                  |
| 1563            | Колычёв-Умной, Фёдор Иванович                     | 1574       |                                  |
| 1573            | Колычёв-Умной, Василий Иванович                   | 1575       |                                  |
| 1606            | Колычёв-Крюк, Иван Фёдорович                      | 1608       |                                  |
| 1684            | Кондырев, Пётр Тимофеевич                         | 1700       |                                  |
| 1684            | Кондырев, Иван Тимофеевич                         | 1689       |                                  |
| 1520            | Коркодинов, Иван Юрьевич                          |            | князь                            |
| 1684            | Коркодинов, Иван Михайлович                       | 1694       | князь                            |
| 1539            | Кубенский, Михаил Иванович                        | 1550       | князь                            |
| 1541            | Кубенский, Иван Иванович                          | 1546       | князь                            |
| до 1530         | Булгаков-Курака, Андрей Иванович                  |            | князь                            |
| 1547            | Куракин, Фёдор Андреевич                          | 1567       | князь                            |
| 1551            | Куракин, Иван Андреевич                           | 1567       | князь                            |
| 1557            | Куракин, Дмитрий Андреевич                        | 1570       | князь                            |
| 1559            | Куракин, Пётр Андреевич                           | 1575       | князь                            |
| 1584            | Куракин, Григорий Андреевич                       | 1595       | князь                            |
| 1584            | Куракин, Андрей Петрович                          | 1615       | князь                            |
| 1605            | Куракин, Иван Семёнович                           | 1632       | князь                            |
| 1606            | Куракин, Семён Андреевич                          | 1606       | князь                            |
| 1645            | Куракин, Фёдор Семёнович                          | 1656       | князь                            |
| 1651            | Куракин, Григорий Семёнович                       | 1679       | князь                            |
| 1663            | Куракин, Фёдор Фёдорович                          | 1683       | князь                            |
| 1682            | Куракин, Иван Григорьевич                         | 1682       | князь                            |
| 1515            | Курбский, Семён Фёдорович                         | 1528       | князь                            |
| 1540            | Курбский, Михаил Михайлович                       | 1546       | князь                            |
| 1556            | Курбский, Андрей Михайлович                       | 1583       | князь, в 1564 бежал в Литву      |
| 1513            | Кутузов, Фёдор Юрьевич Щука                       | 1530       |                                  |
| 1670            | Лопухин, Авраам Никитич                           | 1685       |                                  |
| 1689            | Лопухин, Илларион Аврамович                       | 1713       |                                  |
| 1690            | Лопухин, Пётр Аврамович Большой                   | 1701       |                                  |
| 1690            | Лопухин, Пётр Аврамович Меньшой                   | 1698       |                                  |
| 1690            | Лопухин, Василий Аврамович                        | 1698       |                                  |
| 1634            | Львов, Алексей Михайлович                         | 1653       | князь                            |
| 1655            | Львов, Дмитрий Петрович                           | 1660       | князь                            |
| 1692            | Львов, Михаил Никитич                             | 1704       | князь                            |
| 1674            | Матвеев, Артамон Сергеевич                        | 1682       |                                  |
| 1617            | Мезецкой, Данило Иванович                         | 1628       | князь                            |
| 1495            | Микулинский, Владимир Андреевич                   | 1509       | князь                            |
| 1514            | Микулинский, Иван Андреевич Пунко-Лугвица         | 1525       | князь                            |
| 1549            | Микулинский, Семён Иванович                       | 1559       | князь                            |
| 1478            | Телятевский, Михаил Фёдорович                     | 1510       | князь                            |
| 1495            | Телятевский, Иван Михайлович Меньшой Ватута       | 1512       | князь                            |
| 1563            | Телятевский, Пётр Иванович                        | 1565       | князь                            |
| 1600            | Телятевский, Андрей Андреевич                     | 1612       | князь                            |
| 1648            | Милославский, Илья Данилович                      | 1668       |                                  |
| 1659            | Милославский, Иван Андреевич                      | 1663       |                                  |
| 1671            | Милославский, Иван Богданович                     | 1681       |                                  |
| 1677            | Милославский, Иван Михайлович                     | 1685       |                                  |
| 1684            | Милославский, Матвей Богданович                   | 1705       |                                  |
| 1684            | Милославский, Иларион Семёнович                   | 1699       |                                  |
| 1464            | Морозов, Михаил Яковлевич Русалка                 | 1501       |                                  |
| 1476            | Морозов, Григорий Васильевич Поплева              | 1492       |                                  |
| 1480            | Морозов, Василий Борисович Тучко                  | 1481       |                                  |
| 1527            | Морозов, Иван Григорьевич                         | 1554       |                                  |
| 1531            | Морозов, Василий Григорьевич                      | 1538       |                                  |
| 1531            | Тучков-Морозов, Михаил Васильевич                 | 1550       |                                  |
| 1547            | Морозов, Григорий Васильевич                      | 1556       |                                  |
| 1549            | Морозов, Михаил Яковлевич                         | 1573       |                                  |
| 1554            | Морозов, Пётр Васильевич                          | 1580       |                                  |
| 1562            | Морозов, Владимир Васильевич                      | 1564       |                                  |
| 1607            | Морозов, Василий Петрович                         | 1630       |                                  |
|                 | Морозов, Иван Васильевич                          |            |                                  |
| 1634            | Морозов, Борис Иванович                           | 1661       |                                  |
| 1637            | Морозов, Глеб Иванович                            | 1662       |                                  |
| 1605            | Мосальский-Рубец, Василий Михайлович              | 1611       | князь                            |
| 1606            | Мосальский-Кольцов, Владимир Васильевич           | 1610       | князь                            |
| 1526            | Мстиславский, Фёдор Михайлович                    | 1537       | князь                            |
| 1548            | Мстиславский, Иван Фёдорович                      | 1586       | князь                            |
| 1577            | Мстиславский, Фёдор Иванович                      | 1622       | князь                            |
| 1577            | Мстиславский, Василий Иванович                    | 1586       | князь                            |
| 1606            | Нагой, Андрей Александрович                       | 1618       |                                  |
| 1606            | Нагой, Михаил Александрович                       | 1618       |                                  |
| 1606            | Нагой, Афанасий Александрович                     | 1610       |                                  |
| 1606            | Нагой, Семён Фёдорович                            |            |                                  |
| 1606            | Нагой, Фёдор Фёдорович                            |            |                                  |
| 1606            | Нагой, Андрей Фёдорович                           |            |                                  |
| 1606            | Нагой, Михаил Фёдорович                           | 1612       |                                  |
| 1606            | Нагой, Григорий Фёдорович                         | 1608       |                                  |
| 1673            | Нарышкин, Кирилл Полуэктович                      | 1691       |                                  |
| 1682            | Нарышкин, Иван Кириллович                         | 1682       |                                  |
| 1682            | Нарышкин, Лев Кириллович                          | 1705       |                                  |
| 1682            | Нарышкин, Кондратий Фомич                         | 1698       |                                  |
| 1682            | Нарышкин, Василий Фёдорович                       | 1702       |                                  |
| 1690            | Нарышкин, Мартемьян Кириллович                    | 1697       |                                  |
| 1692            | Нарышкин, Григорий Филимонович                    | 1705       |                                  |
| 1725            | Нелединский-Мелецкий, Степан Петрович             | 1739       |                                  |
| 1688            | Неплюев, Леонтий Романович                        | 1690       | сослан в 1689                    |
| 1560            | Ногтев, Андрей Иванович                           | 1579       | князь                            |
| 1462            | Стрига-Оболенский, Иван Васильевич                | 1478       | князь                            |
| 1476            | Оболенский, Александр Васильевич                  | 1501       | князь                            |
|                 | Оболенский, Василий Никитич                       | 1501       | князь                            |
| 1493            | Оболенский, Пётр Никитич                          | 1499       | князь                            |
| 1500            | Оболенский, Пётр Васильевич Нагой                 | 1510       | князь                            |
| 1513            | Оболенский, Иван Михайлович Репня                 | 1523       | князь                            |
| 1535            | Репнин, Пётр Иванович                             | 1546       | князь                            |
| 1559            | Репнин, Михаил Петрович                           | 1565       | князь                            |
| 1635            | Репнин, Пётр Александрович                        | 1643       | князь                            |
| 1640            | Репнин, Борис Александрович                       | 1670       | князь                            |
| 1658            | Репнин, Иван Борисович                            | 1697       | князь                            |
| 1513            | Оболенский, Никита Васильевич                     | 1540       | князь                            |
| 1562            | Оболенский, Фёдор Михайлович Чёрный               |            | князь                            |
| 1519            | Стригин-Оболенский, Иван Иванович Щетина          | 1538       | князь                            |
| 1519            | Телепнев-Оболенский, Фёдор Васильевич Лопата      | 1530       | князь                            |
| 1524            | Телепнев-Немой-Оболенский, Иван Васильевич        | 1534       | князь                            |
| 1532            | Телепнев-Оболенский, Иван Фёдорович Овчина        | 1539       | князь                            |
| 1552            | Телепнев-Оболенский, Дмитрий Иванович             | 1556       | князь                            |
| 1524            | Серебряный-Оболенский, Семён Дмитриевич           | 1535       | князь                            |
| 1550            | Серебряный-Оболенский, Василий Семёнович          | 1570       | князь                            |
| 1551            | Серебряный-Оболенский, Пётр Семёнович             | 1570       | князь                            |
| 1547            | Курлятев-Оболенский, Константин Иванович          | 1552       | князь                            |
| 1549            | Курлятев-Оболенский, Дмитрий Иванович             | 1563       | князь                            |
| 1555            | Горенский-Оболенский, Иван Васильевич             |            | князь                            |
| 1556            | Кашин-Оболенский, Юрий Иванович                   | 1565       | князь                            |
| 1606            | Кашин-Оболенский, Михаил Фёдорович                | 1611       | князь                            |
| 1598            | Ноготков-Оболенский, Фёдор Андреевич              | 1603       | князь                            |
| 1606            | Лыков-Оболенский, Борис Михайлович                | 1646       | князь                            |
| 1682            | Лыков-Оболенский, Михаил Иванович                 | 1701       | князь                            |
| 1607            | Туренин, Михаил Самсонович                        | 1611       | князь                            |
| 1506            | Одоевский, Василий Семёнович                      | 1534       | князь                            |
| 1528            | Одоевский, Фёдор Иванович Меньшой                 | 1547       | князь                            |
| 1533            | Одоевский, Роман Иванович                         | 1552       | князь                            |
| 1533            | Одоевский, Роман Романович                        |            | князь                            |
| 1572            | Одоевский, Никита Романович                       | 1573       | князь                            |
| 1606            | Одоевский, Иван Никитич Большой                   | 1616       | князь                            |
| 1613            | Одоевский, Иван Никитич Меньшой                   | 1629       | князь                            |
| 1622            | Одоевский, Иван Иванович Меньшой                  | 1628       | князь                            |
| 1640            | Одоевский, Никита Иванович                        | 1689       | князь                            |
| 1655            | Одоевский, Фёдор Никитич                          | 1656       | князь                            |
| 1663            | Одоевский, Яков Никитич                           | 1697       | князь                            |
| 1676            | Одоевский, Юрий Михайлович                        | 1685       | князь                            |
| 1680            | Одоевский, Василий Фёдорович                      | 1686       | князь                            |
| 1667            | Ордин-Нащокин, Афанасий Лаврентьевич              | 1680       |                                  |
| 1547            | Палецкий, Дмитрий Фёдорович                       | 1561       | князь                            |
| 1462            | Патрикеев, Иван Юрьевич                           | 1499       | князь                            |
| 1475            | Булгак-Патрикеев, Иван Васильевич                 | 1498       | князь                            |
| 1476            | Патрикеев, Даниил Васильевич Щеня                 | 1515       | князь                            |
| 1495            | Патрикеев, Василий Иванович                       | 1532       | князь, в 1499 пострижен в монахи |
| 1513            | Щенятев, Михаил Данилович                         | 1534       | князь                            |
| 1544            | Щенятев, Василий Михайлович                       | 1547       | князь                            |
| 1549            | Щенятев, Пётр Михайлович                          | 1568       | князь                            |
| 1462            | Плещеев, Михаил Борисович                         | 1468       |                                  |
| 1480            | Плещеев, Андрей Михайлович                        | 1492       |                                  |
| 1568            | Очин-Плещеев,Захарий Иванович                     | 1571       |                                  |
| 1682            | Плещеев, Михаил Львович                           | 1683       |                                  |
| 1556            | Басманов-Плещеев, Алексей Данилович               | 1570       |                                  |
| 1604            | Басманов-Плещеев,Петр Федорович                   | 1606       |                                  |
| 1613            | Пожарский, Дмитрий Михайлович                     | 1642       | князь                            |
| 1646            | Прозоровский, Семён Васильевич                    | 1659       | князь                            |
| 1659            | Прозоровский, Иван Семёнович                      | 1670       | князь                            |
| 1676            | Прозоровский, Пётр Иванович                       | 1720       | князь                            |
| 1677            | Прозоровский, Пётр Михайлович                     |            | князь                            |
| 1682            | Прозоровский, Василий Петрович                    | 1687       | князь                            |
| 1682            | Прозоровский, Никита Петрович                     | 1703       | князь                            |
| 1682            | Прозоровский, Борис Иванович                      | 1718       | князь                            |
| 1682            | Прозоровский, Пётр Семёнович Меньшой              | 1691       | князь                            |
| 1690            | Прозоровский, Алексей Петрович                    | 1705       | князь                            |
| 1692            | Прозоровский, Андрей Петрович                     | 1722       | князь                            |
| 1514            | Пронский, Юрий Дмитриевич                         |            | князь                            |
| 1514            | Пронский, Иван Дмитриевич                         | 1523       | князь                            |
| 1547            | Пронский, Даниил Дмитриевич                       | 1559       | князь                            |
| 1547            | Пронский, Иван Васильевич Шемяка                  | 1550       | князь                            |
| 1549            | Пронский, Иван Иванович Турунтай                  | 1569       | князь                            |
| 1553            | Пронский, Юрий Иванович                           | 1554       | князь                            |
| 1567            | Пронский, Пётр Данилович                          | 1577       | князь                            |
| 1572            | Пронский, Семён Данилович                         | 1584       | князь                            |
| 1647            | Пронский, Пётр Иванович                           | 1652       | князь                            |
| 1647            | Пронский, Михаил Петрович                         | 1654       | князь                            |
| 1652            | Пронский, Иван Петрович                           | 1683       | князь                            |
| 1646            | Пушкин, Григорий Гаврилович                       | 1656       |                                  |
| 1682            | Пушкин, Матвей Степанович                         | 1706       | сослан в 1697                    |
| 1691            | Пушкин, Яков Степанович                           | 1699       |                                  |
| 1698            | Мусин-Пушкин, Иван Алексеевич                     | 1730       | граф                             |
| 1515            | Ромодановский, Иван Васильевич                    | 1520       | князь                            |
| 1615            | Ромодановский, Григорий Петрович                  | 1628       | князь                            |
| 1655            | Ромодановский, Василий Григорьевич Меньшой        | 1671       | князь                            |
| 1657            | Ромодановский, Иван Иванович Меньшой              | 1675       | князь                            |
| 1665            | Ромодановский, Юрий Иванович                      | 1683       | князь                            |
| 1665            | Ромодановский, Григорий Григорьевич               | 1682       | князь                            |
| 1679            | Ромодановский, Фёдор Григорьевич                  | 1689       | князь                            |
| 1681            | Ромодановский, Андрей Григорьевич                 | 1682       | князь                            |
| 1682            | Ромодановский, Михаил Григорьевич                 | 1713       | князь                            |
| 1501            | Ростовский, Дмитрий Владимирович                  | 1518       | князь                            |
| 1501            | Ростовский, Александр Владимирович                | 1523       | князь                            |
| 1535            | Ростовский, Андрей Дмитриевич                     | 1550       | князь                            |
| 1553            | Ростовский, Семён Васильевич                      | 1565       | князь, лишён боярства в 1553     |
| 1514            | Хохолков-Ростовский, Александр Андреевич          | 1538       | князь                            |
| 1517            | Хохолков-Ростовский, Юрий Андреевич               | 1529       | князь                            |
| 1532            | Хохолков-Ростовский, Иван Андреевич Катырь        | 1543       | князь                            |
| 1557            | Катырев-Ростовский, Андрей Иванович               | 1567       | князь                            |
| 1590            | Катырев-Ростовский, Михаил Петрович               | 1606       | князь                            |
| 1549            | Темкин-Ростовский, Юрий Иванович                  | 1561       | князь                            |
| 1568            | Темкин-Ростовский, Василий Иванович               | 1572       | князь                            |
| 1645            | Темкин-Ростовский, Михаил Михайлович              | 1661       | князь                            |
| 1603            | Буйносов-Ростовский, Пётр Иванович                | 1607       | князь                            |
| 1608            | Буйносов-Ростовский, Василий Иванович Белоголовый | 1609       | князь                            |
| 1646            | Буйносов-Ростовский, Юрий Петрович                | 1661       | князь                            |
| 1606            | Приимков-Ростовский, Даниил Борисович             | 1607       | князь                            |
| 1606            | Приимков-Ростовский, Владимир Романович           | 1607       | князь                            |
| 1682            | Приимков-Ростовский, Никита Иванович              | 1692       | князь                            |
| 1608            | Бахтеяров-Ростовский, Владимир Иванович           | 1617       | князь                            |
| 1615            | Лобанов-Ростовский, Афанасий Васильевич           | 1629       | князь                            |
| 1661            | Лобанов-Ростовский, Иван Иванович                 | 1664       | князь                            |
| 1478            | Ряполовский, Семён Иванович Хрипун                | 1503       | князь                            |
| 1495            | Ряполовский, Фёдор Семёнович                      | 1506       | князь                            |
| 1519            | Ряполовский, Пётр Семёнович Лобан                 | 1524       | князь                            |
| 1462            | Сабуров, Михаил Фёдорович                         | 1464       |                                  |
| 1464            | Сабуров, Василий Фёдорович                        | 1485       |                                  |
| 1531            | Сабуров, Андрей Васильевич                        | 1534       |                                  |
| 1572            | Сабуров, Богдан Юрьевич                           | 1598       |                                  |
| 1572            | Сабуров, Василий Борисович                        | 1578       |                                  |
| 1606            | Сабуров, Михаил Богданович                        | 1607       |                                  |
| 1562            | Салтыков, Яков Андреевич                          | 1572       |                                  |
| 1562            | Салтыков, Лев Андреевич                           | 1573       |                                  |
| 1601            | Салтыков, Михаил Глебович                         |            |                                  |
| 1613            | Салтыков, Борис Михайлович                        | 1646       |                                  |
| 1641            | Салтыков, Михаил Михайлович                       | 1671       |                                  |
| 1645            | Салтыков-Львов, Иван Иванович                     | 1671       |                                  |
| 1647            | Салтыков, Лаврентий Дмитриевич                    | 1660       |                                  |
| 1657            | Салтыков, Пётр Михайлович                         | 1690       |                                  |
| 1681            | Салтыков, Степан Иванович                         | 1707       |                                  |
| 1682            | Салтыков, Пётр Петрович                           | 1700       |                                  |
| 1682            | Салтыков, Алексей Петрович                        | 1726       |                                  |
| 1684            | Салтыков, Фёдор Петрович                          | 1697       |                                  |
| 1684            | Салтыков, Юрий Иванович                           | 1696       |                                  |
| 1691            | Салтыков, Пётр Самойлович                         | 1719       |                                  |
| 1474            | Симский, Василий Фёдорович Образец                |            |                                  |
| 1524            | Симский, Иван Васильевич Хабар                    | 1534       |                                  |
| 1547            | Хабаров, Иван Иванович                            | 1583       |                                  |
| 1568            | Сицкий, Василий Андреевич                         | 1578       | князь                            |
| 1585            | Сицкий, Иван Васильевич                           | 1608       | князь, в 1601 пострижен в монахи |
| 1615            | Сицкий, Алексей Юрьевич                           | 1644       | князь                            |
| 1622            | Сицкий, Андрей Васильевич                         | 1629       | князь                            |
| 1638            | Сицкий, Юрий Андреевич                            | 1644       | князь                            |
| 1572            | Собакин, Василий Степанович Большой               | 1575       |                                  |
| 1680            | Собакин, Григорий Никифорович                     | 1689       |                                  |
| 1682            | Соковнин, Фёдор Прокофьевич                       | 1697       |                                  |
| 1634            | Стрешнев, Лукьян Степанович                       | 1650       |                                  |
| 1645            | Стрешнев, Фёдор Степанович                        | 1647       |                                  |
| 1645            | Стрешнев, Василий Иванович                        | 1661       |                                  |
| 1655            | Стрешнев, Семён Лукьянович                        | 1666       |                                  |
| 1676            | Стрешнев, Родион Матвеевич                        | 1687       |                                  |
| 1676            | Стрешнев, Иван Фёдорович                          | 1684       |                                  |
| 1682            | Стрешнев, Никита Константинович                   | 1702       |                                  |
| 1688            | Стрешнев, Тихон Никитич                           | 1719       |                                  |
| 1566            | Сукин, Фёдор Иванович                             | 1567       |                                  |
| 1615            | Сулешов, Юрий Яншеевич                            | 1643       | князь                            |
| 1573            | Татев, Пётр Иванович                              | 1586       | князь                            |
| 1605            | Татев, Борис Петрович                             | 1607       | князь                            |
| 1691            | Татищев, Михаил Юрьевич                           | 1701       |                                  |
|                 | Траханионтов, Василий Юрьевич                     | 1568       |                                  |
| 1556            | Троекуров, Иван Михайлович                        | 1564       | князь                            |
| 1584            | Троекуров, Фёдор Михайлович                       | 1594       | князь                            |
| 1620            | Троекуров, Иван Фёдорович                         | 1621       | князь                            |
| 1673            | Троекуров, Борис Иванович                         | 1674       | князь                            |
| 1677            | Троекуров, Иван Борисович                         | 1703       | князь                            |
| 1535            | Трубецкой, Семён Иванович                         | 1566       | князь                            |
| 1571            | Трубецкой, Фёдор Михайлович                       | 1602       | князь                            |
| 1584            | Трубецкой, Никита Романович                       | 1608       | князь                            |
| 1585            | Трубецкой, Тимофей Романович                      | 1602       | князь                            |
| 1599            | Трубецкой, Андрей Васильевич                      | 1613       | князь                            |
|                 | Трубецкой, Дмитрий Тимофеевич                     | 1625       | князь                            |
| 1646            | Трубецкой, Алексей Никитич                        | 1679       | князь                            |
| 1673            | Трубецкой, Юрий Петрович                          | 1681       | князь                            |
| 1693            | Трубецкой, Иван Юрьевич                           | 1750       | князь, генерал-фельдмаршал       |
| 1655            | Урусов, Семён Андреевич                           | 1657       | князь                            |
| 1676            | Урусов, Пётр Семёнович                            | 1686       | князь                            |
| 1680            | Урусов, Фёдор Семёнович                           | 1694       | князь                            |
| 1680            | Урусов, Никита Семёнович                          | 1692       | князь                            |
| 1680            | Урусов, Юрий Семёнович                            | 1719       | князь                            |
| 1544            | Ушатый-Чулок, Василий Васильевич                  | 1549       | князь                            |
| 1584            | Хворостинин, Дмитрий Иванович                     | 1590       | князь                            |
| 1588            | Хворостинин, Фёдор Иванович                       | 1608       | князь                            |
| 1653            | Хворостинин, Фёдор Юрьевич                        | 1656       | князь                            |
| 1557            | Хилков, Дмитрий Иванович                          | 1564       | князь                            |
| 1625            | Хилков, Андрей Васильевич                         | 1644       | князь                            |
| 1651            | Хилков, Иван Васильевич                           | 1655       | князь                            |
|                 | Хилков, Фёдор Андреевич                           | 1657       | князь                            |
| 1655            | Хилков, Иван Андреевич                            | 1677       | князь                            |
|                 | Хилков, Василий Иванович                          | 1677       | князь                            |
| 1676            | Хитрово, Богдан Матвеевич                         | 1680       |                                  |
| 1676            | Хитрово, Иван Богданович                          | 1682       |                                  |
| 1690            | Хлопов, Кирилл Осипович                           | 1691       |                                  |
| 1615            | Хованский, Иван Андреевич Большой                 | 1621       | князь                            |
| 1623            | Хованский, Иван Фёдорович                         | 1625       | князь                            |
| 1649            | Хованский, Иван Никитич                           | 1675       | князь                            |
| 1659            | Хованский, Иван Андреевич Тараруй                 | 1682       | князь                            |
| 1677            | Хованский, Семён Андреевич                        | 1695       | князь                            |
| 1677            | Хованский, Пётр Иванович Змей                     | 1709       | князь                            |
| 1678            | Хованский, Пётр Иванович Большой                  | 1716       | князь                            |
| 1682            | Хованский, Андрей Иванович                        | 1682       | князь                            |
| 1682            | Хованский, Иван Иванович                          | 1701       | князь                            |
| 1474            | Холмский, Даниил Дмитриевич                       | 1493       | князь                            |
| 1495            | Холмский, Семён Данилович                         | 1501       | князь                            |
| 1495            | Холмский, Василий Данилович                       | 1524       | князь, сослан в 1508             |
| 1535            | Холмский, Андрей Иванович                         | 1543       | князь                            |
|                 | Челяднин, Пётр Фёдорович                          | 1508       |                                  |
| 1495            | Челяднин, Андрей Фёдорович                        | 1503       |                                  |
| 1510            | Челяднин, Иван Андреевич                          | 1515       |                                  |
| 1513            | Челяднин, Василий Андреевич                       | 1518       |                                  |
| 1567            | Черкасский, Михаил Темрюкович                     | 1571       | князь                            |
| 1592            | Черкасский, Борис Камбулатович                    | 1601       | князь                            |
| 1599            | Черкасский, Василий Карданукович                  | 1607       | князь                            |
| 1613            | Черкасский, Иван Борисович                        | 1642       | князь                            |
| 1619            | Черкасский, Дмитрий Мамстрюкович                  | 1651       | князь                            |
| 1645            | Черкасский, Яков Куденетович                      | 1666       | князь                            |
| 1657            | Черкасский, Григорий Сунчалеевич                  | 1672       | князь                            |
| 1678            | Черкасский, Михаил Алегукович                     | 1721       | князь                            |
| 1684            | Черкасский, Михаил Яковлевич                      | 1712       | князь                            |
| 1559            | Чоботов, Иван Яковлевич                           | 1567       |                                  |
| 1501            | Шеин, Дмитрий Васильевич                          | 1506       |                                  |
| 1541            | Шеин, Юрий Дмитриевич                             | 1546       |                                  |
| 1544            | Шеин, Василий Дмитриевич                          | 1550       |                                  |
| 1553            | Шеин, Иван Дмитриевич                             | 1556       |                                  |
| 1567            | Шеин, Андрей Иванович                             | 1568       |                                  |
| 1607            | Шеин, Михаил Борисович                            | 1634       |                                  |
| 1682            | Шеин, Алексей Семёнович                           | 1700       |                                  |
| 1550            | Шереметев, Иван Васильевич Большой                | 1577       |                                  |
| 1557            | Шереметев, Семён Васильевич                       | 1561       |                                  |
| 1557            | Шереметев, Никита Васильевич                      | 1564       |                                  |
| 1559            | Шереметев, Иван Васильевич Меньшой                | 1577       |                                  |
| 1584            | Шереметев, Фёдор Васильевич                       | 1590       |                                  |
| 1605            | Шереметев, Фёдор Иванович                         | 1650       |                                  |
| 1605            | Шереметев, Пётр Никитич                           | 1609       |                                  |
| 1634            | Шереметев, Иван Петрович                          | 1647       |                                  |
| 1641            | Шереметев, Василий Петрович                       | 1659       |                                  |
| 1646            | Шереметев, Борис Петрович                         | 1650       |                                  |
| 1653            | Шереметев, Василий Борисович                      | 1682       |                                  |
| 1656            | Шереметев, Пётр Васильевич Большой                | 1690       |                                  |
| 1678            | Шереметев, Пётр Васильевич Меньшой                | 1698       |                                  |
| 1682            | Шереметев, Фёдор Петрович                         | 1722       |                                  |
| 1682            | Шереметев, Борис Петрович                         | 1719       | граф, генерал-фельдмаршал        |
| 1514            | Шастунов, Пётр Васильевич Великий                 | 1516       | князь                            |
| 1560            | Шастунов, Дмитрий Семёнович                       | 1563       | князь                            |
| 1585            | Шастунов, Фёдор Дмитриевич                        | 1600       | князь                            |
| 1710            | Шаховской, Юрий Фёдорович                         | 1713       | князь                            |
| 1506            | Шуйский, Василий Васильевич                       | 1538       | князь                            |
| 1532            | Шуйский, Иван Васильевич                          | 1542       | князь                            |
| 1535            | Шуйский, Иван Михайлович Плетень                  | 1559       | князь                            |
| 1535            | Шуйский, Андрей Михайлович Честокол               | 1543       | князь                            |
| 1550            | Шуйский, Пётр Иванович                            | 1564       | князь                            |
| 1566            | Шуйский, Иван Андреевич                           | 1573       | князь                            |
| 1577            | Шуйский, Иван Петрович                            | 1588       | князь                            |
| 1584            | Шуйский, Василий Иванович                         | 1612       | князь, царь с 1606 по 1610       |
| 1584            | Шуйский, Андрей Иванович                          | 1589       | князь, сослан в 1587             |
| 1586            | Шуйский, Дмитрий Иванович                         | 1612       | князь                            |
| 1596            | Шуйский, Александр Иванович                       | 1601       | князь                            |
| 1596            | Шуйский, Иван Иванович                            | 1638       | князь                            |
| 1512            | Горбатый-Шуйский, Борис Иванович                  | 1537       | князь                            |
| 1513            | Горбатый-Шуйский, Михаил Васильевич Кислой        | 1550       | князь                            |
| 1522            | Горбатый-Шуйский, Андрей Борисович                | 1550       | князь                            |
| 1544            | Горбатый-Шуйский, Александр Борисович             | 1565       | князь                            |
| 1529            | Барбашин, Иван Иванович                           | 1541       | князь                            |
| 1543            | Скопин-Шуйский, Фёдор Иванович                    | 1557       | князь                            |
| 1577            | Скопин-Шуйский, Василий Фёдорович                 | 1595       | князь                            |
| 1607            | Скопин-Шуйский, Михаил Васильевич                 | 1610       | князь                            |
| 1682            | Щербатов, Константин Осипович                     | 1696       | князь                            |
| 1682            | Юшков, Борис Гаврилович                           | 1717       |                                  |
| 1682            | Языков, Иван Максимович                           | 1682       |                                  |
| 1469            | Ярославский, Семён Романович                      | 1502       | князь                            |
| 1487            | Ярославский, Василий Васильевич Шестун            | 1495       | князь                            |
| 1500            | Ярославский, Даниил Александрович Пенко           | 1520       | князь                            |
| 1518            | Пенков-Ярославский, Василий Данилович             | 1552       | князь                            |
| 1524            | Пенков-Ярославский, Иван Данилович                | 1543       | князь                            |